# Star 90
Star 90 è stato un programma televisivo italiano di genere talent show, condotto da Alessandro Cecchi Paone e andato in onda su Rete 4 nel 1990.
Il programma prevedeva una serie di concorrenti che ottenevano un contratto con le reti Fininvest (oggi Mediaset) di Silvio Berlusconi. Diversi dei partecipanti sono successivamente diventati famosi, come Aldo Baglio e Giovanni Storti (ancora senza Giacomo Poretti), Francesco Paolantoni, Luca Laurenti, Dario Vergassola, Damiano Gagliani, Emilio Solfrizzi e Antonio Stornaiolo (duo Toti e Tata), Simona Tagli e Idris Sanneh.
Tra i giurati ricordiamo il conduttore televisivo Marco Columbro, il duo comico Gigi e Andrea e il cantautore Bruno Lauzi. Il vincitore fu l'attore, illusionista e scrittore Eugenio Dellanno.
Autore della canzone sigla del programma, intitolata Ce la farò, è Vincenzo Torelli.